# Chang'e 5
Chang'e 5 (Chinees: 嫦娥五号, Hanyu pinyin: Cháng'é wǔhào) is een Chinese ruimtesonde die als doel had om monsters van het maanoppervlak terug mee te nemen naar de aarde.

## Achtergrond
De missie is onderdeel van de derde fase van het Chinese maanprogramma van de China National Space Administration (CNSA), dat genoemd is naar Chang'e, de Chinese godin van de Maan.

## Verloop
De sonde is op 23 november 2020 gelanceerd met een Chang Zheng ("Lange Mars") 5-raket vanuit het satellietlanceercentrum van Wenchang. Chang'e 5 had een lanceergewicht van ongeveer 8 ton, en bestond uit vier modules.
De modules waren (van boven naar beneden)
1. lanceermodule
2. landingsmodule,
3. retourmodule
4. shuttle

Alle vier de modules zijn na lancering en de reis in een baan rond de maan gekomen. Daar zijn de lanceermodule en de lander van de rest gescheiden en vervolgens geland op de maan. De lander was uitgerust met een robotarm om monsters te nemen.

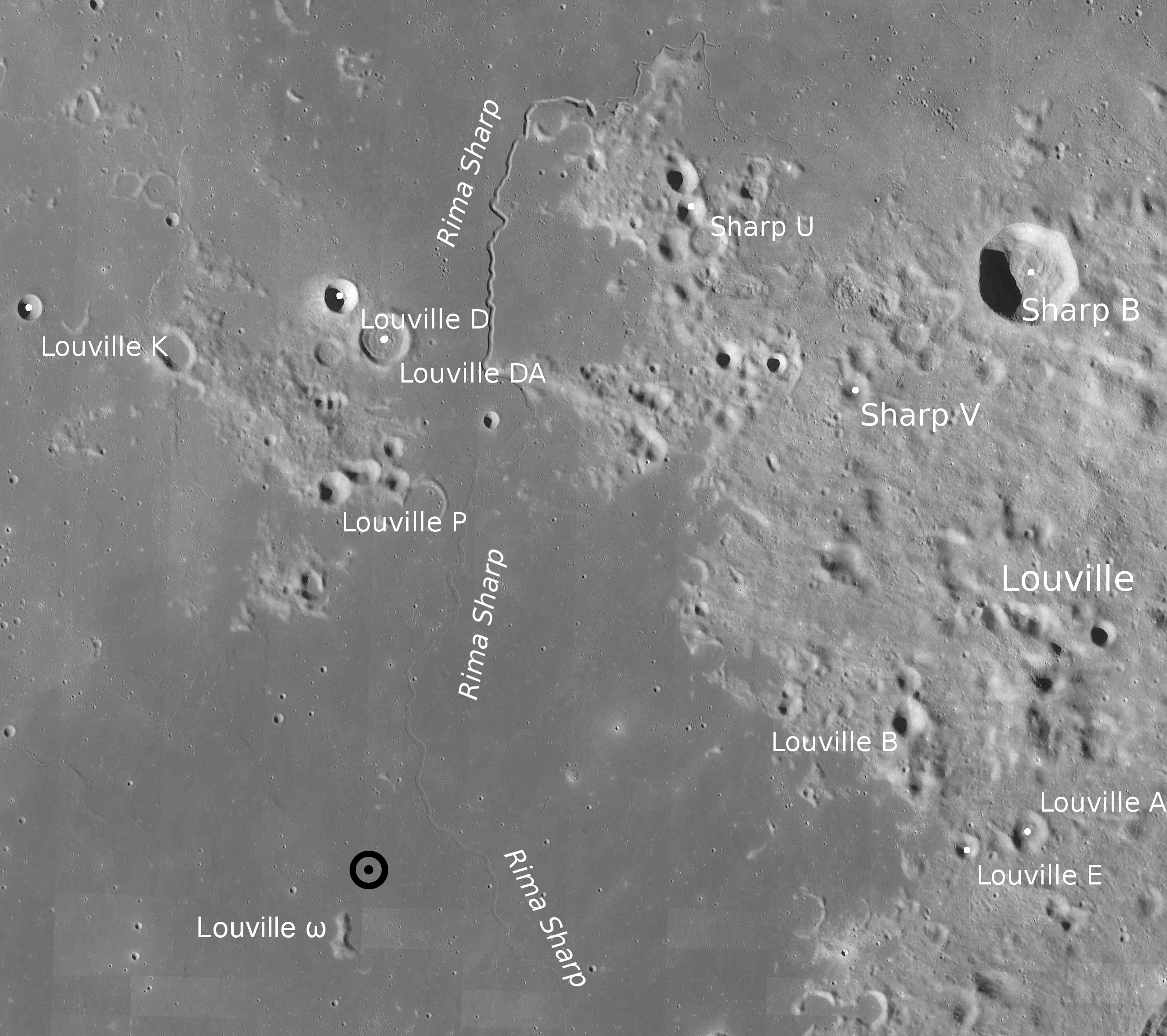
Landingsplaats Chang'e 5

De maanlanding vond plaats in de Oceanus Procellarum. 2 kg steen- en grindmonsters zijn verzameld en de monsters werden genomen tot een diepte van 2 meter.
De genomen monsters werden daarna overgebracht naar de lanceermodule. Deze steeg op van het maanoppervlak en heeft in een baan om de maan met de shuttle gedokt. De monsters zijn vervolgens verplaatst naar de retourmodule die de monsters terug naar aarde nam. De ontkoppelde lanceermodule stortte gecontroleerd neer op het maanoppervlak.
De eindsnelheid van Chang'e 5 bij terugkeer naar de aarde is geschat op 11,2 km/s, sneller dan enig voorgaand Chinees ruimteschip. De landing op aarde vond plaats in Binnen-Mongolië.
De hele missie duurde 22 dagen. De landingsplaats op de maan voor Chang'e 5 is geselecteerd op basis van foto's die zijn gemaakt tijdens de testmissie die is uitgevoerd met Chang'e 5-T1.